# 波爾克鎮區 (愛荷華州謝爾比縣)
波爾克鎮區（英語：Polk Township）是位於美國愛荷華州謝爾比縣的一個行政鎮區。

## 地方資料
根據2010年美國人口普查的數據，波爾克鎮區的面積為95.48平方千米，當中陸地面積為95.48平方千米，而水域面積為0.00平方千米。當地共有人口141人，而人口密度為每平方千米1.48人。